# Jérôme Savary
Jérôme Savary (Buenos Aires, Argentina, 1942 - París, Francia, 4 de marzo de 2013) fue un actor y director de teatro francoargentino. También trabajó como autor dramático, trompetista, guionista y director cinematográfico.

## Biografía
A partir de 1965, residente en París (con anterioridad había vivido en Nueva York y Buenos Aires). En 1968 fundó la compañía de cabaret de vanguardia el Grand Magic Circus et ses animaux tristes (el gran circo mágico y sus animales tristes). En 1975 dirigió la película burlesque La hija del guardabarrera (La fille du garde-barrière), protagonizada por la actriz Mona Mour. Hizo una adaptación para el teatro de Astérix el Galo, 1988. Escribió con Quim Monzó la obra dramática El tango de Don Juan, que dirigió y estrenó en el teatro Romea de Barcelona. También fue director de comedia musical: Cabaret, 1988; la Révolution Française, 1989; Metropolis, 1989; Zazou, 1990; y otras más. En 1996 fue nombrado director del Téâtre National de Chaillot de París. Posteriormente, fue director de la Opéra Comique, también en París, 2000-2007.
Falleció el 4 de marzo de 2013 en la capital francesa a los 70 años de edad.

## Reconocimientos
Jérôme Savary fue condecorado como Chevalier de la Légion d'Honneur (Caballero de la Legión de Honor) y de l'Ordre des Arts et des Lettres (Orden de las Artes y las Letras). Recibió el Premio Konex - Diploma al Mérito en 2009 como uno de los más importantes Régisseurs de la década en la Argentina.

## Audio
- Looking for/à la recherche de Josephine. New Orleans for ever (CD+3 videoclips), comedia musical de Jérôme Savary (grabación en directo en Madrid, España). LRN Production, 2006.

## Video
- Mistinguett. La dernière revue, comedia musical. Con Liliane Montevecchi. Dirección: Jérôme Savary. Sony Music Video. 2002.

## Filmografía
- La hija del guardabarrera (La fille du garde-barrière), Francia, 1975.
- Le boucher, la star et l’orpheline Francia, 1975.